# Mo-Långsjön (naturreservat)
Mo-Långsjön är ett naturreservat i Sollefteå kommun i Västernorrlands län.
Området är naturskyddat sedan 2007 och är 113 hektar stort. Reservatet omfattar en del av Mo-Långsjön och områden nordost om denna. Reservatet består mest av brandpräglad naturskog av tall. Dessutom finns granar och grandominerade sumpskogar i anslutning till myrar.